# アンナ・シードロヴァ
アンナ・ヴラジーミロヴナ・シードロヴァ（ロシア語: А́нна Влади́мировна Си́дорова 、1991年2月6日 - ）は、ロシア連邦の女子カーリング選手である。「シードロヴァ」は「シドロワ」とも表記される。18歳でロシア代表チームのサード（ロシア語では「副将 вице-скип 」とも呼ばれる）を務め、2010年バンクーバーオリンピックに出場、正スキップ（主将）のリュドミーラ・プリヴィーフコヴァに代わり数試合でスキップを務めた。また、2014年ソチオリンピックでは、ロシア代表女子カーリングチームのスキップとして出場した。世界カーリング選手権に8回出場、2017年に銀メダルを獲得した。

## 経歴
ソビエト連邦・ロシア・ソビエト連邦社会主義共和国時代のモスクワ市に生まれた。
6歳から13歳までフィギュアスケートに取り組み、1 級を保有していた。当初は軍中央スポーツクラブ学校で学び、のちに有名な指導者リュボーフィ・フェドルチェンコ (Любови Анатольевны Федорченко) のスタジオで学んだ。しかし、足の怪我が原因で引退。
スポーツなしで悲しむことのないよう考えた知り合いの助言でカーリングに挑戦。2005年から競技を始め、半月後にマスター候補に名を挙げ、世界ジュニアカーリング選手権に参加。最初はモスクワの高等スポーツ技術試験学校「モスクヴィーチ」のカーリングチーム「モスクヴィーチ」でプレーした。スヴェトラーナ・カラルプが、最初のトレーナーとなった。その後、同じくモスクワに本拠地を持つチーム「モスクワ」のメンバーになった。オーリガ・ジャルコーヴァをスキップとするチーム「モスクワ」において、ロシア選手権を2008年 - 2011年まで三期連続で優勝。
2009年、ロシアのカーリング第2チームを編成し好成績を挙げ、2010年1月、主力チームへ招集された。バンクーバーオリンピックの試合ではサードを務め、一部の試合でスキップを務めた。
ロシア国立人文大学に籍を置き、政治史・法史学部で学んだ。

## 成績
参加したチームの成績。

### ロシア大会
ロシア女子カーリング選手権
- 金メダル: 8回 (2008年 - 2010年[7]、2012年[8]、2014年 - 2016年[9][10][11]、2018年[12])
- 銀メダル: 3回 (2011年、2013年[13]、2020年（ロシア語版）[14][15])
- 銅メダル (2017年[16])
- 5位 (2019年[17])

### ヨーロッパ大会
ヨーロッパミックスカーリング選手権
- 4位 ( オーストリア・キッツビュール市、2008年)[3]

ヨーロッパユースオリンピックフェスティバル
- 4位 ( ポーランド・ビェルスコ＝ビャワ市、2009年（ポーランド語版）)[3]

ヨーロッパカーリング選手権
- 金メダル: 2回 (2012年、2015年)[18]
- 銀メダル (2014年)[18]
- 銅メダル (2011年)[18]
- 4位: 2回 (2009年、2010年)[18]
- 5位: 2回 (2013年、2017年)[18]

### 世界大会
世界ジュニアカーリング選手権
- 銅メダル: 2回 (2011年、2012年)[18]
- 4位 ( カナダ・バンクーバー市、2009年)[3]
- 5位 (2010年)[18]

世界カーリング選手権
- 銀メダル (2017年）[18]
- 銅メダル: 4回 (2014年、2015年、2016年、2018年）[18]
- 6位: 2回 (2011年、2013年）[18]
- 8位 (2010年）[18]
- 9位 (2012年）[18]

オリンピック
- 9位: 2回 (2010年バンクーバーオリンピック、2014年ソチオリンピック)[18]

ユニバーシアード
- 金メダル: 2回 (2013年、2015年)[18]
- 銀メダル (2011年)[18]

### ワールドカーリングツアー

#### グランドスラム
ワールドカーリングツアーにおける最高峰の大会シリーズであるグランドスラムの成績。
| 略語の説明 | 略語の説明         |
| ---------- | ------------------ |
| C          | 優勝               |
| F          | 準優勝             |
| SF         | ベスト4            |
| QF         | ベスト6・ベスト8   |
| R16        | ベスト16           |
| Q          | 予選敗退           |
| T2         | ティア2（2部）出場 |
| DNP        | 大会不参加         |
| N/A        | 開催せず           |

| 大会                 | 12–13 | 13–14 | 14–15 | 15-16 | 16–17 | 17–18 | 18–19 | 19–20 | 20–21 |
| -------------------- | ----- | ----- | ----- | ----- | ----- | ----- | ----- | ----- | ----- |
| マスターズ           | Q     | Q     | Q     | QF    | Q     | Q     | DNP   | DNP   | N/A   |
| ツアーチャレンジ     | N/A   | N/A   | N/A   | Q     | DNP   | T2    | DNP   | DNP   | N/A   |
| ナショナル           | N/A   | N/A   | N/A   | DNP   | QF    | DNP   | DNP   | DNP   | N/A   |
| オープン             | N/A   | N/A   | DNP   | QF    | Q     | DNP   | DNP   | DNP   | N/A   |
| チャンピオンズカップ | N/A   | N/A   | N/A   | DNP   | DNP   | DNP   | DNP   | N/A   | DNP   |
| プレーヤーズ         | DNP   | QF    | DNP   | F     | Q     | DNP   | DNP   | N/A   | DNP   |

#### 旧グランドスラム
| 大会               | 11–12 | 12–13 | 13–14 | 14–15 | 18–19 |
| ------------------ | ----- | ----- | ----- | ----- | ----- |
| エリート10         | N/A   | N/A   | N/A   | N/A   | DNP   |
| オータムゴールド   | Q     | DNP   | Q     | DNP   | N/A   |
| コロニアルスクエア | N/A   | SF    | DNP   | DNP   | N/A   |
| マニトバ・ロト     | DNP   | DNP   | QF    | N/A   | N/A   |